# Georgij Alexandrovič Romanov
Georgij Alexandrovič Romanov (rusky Георгий Александрович, 27. dubnajul./ 9. května 1871greg., Carské Selo – 28. červnajul./ 10. července 1899greg., poblíž Abastumanu v Tbiliské gubernii) Jeho imperátorská Výsost, cesarevič a velkokníže, třetí syn ruského cara Alexandra III. a Marie Fjodorovny, bratr Mikuláše II.

## Dětství
V dětství byl Georgij zdravější a silnější než jeho starší bratr Mikuláš. Vyrůstal ve vysokého, krásného, životaschopného chlapce. Třebaže byl Georgij matčiným miláčkem, stejně jako další bratři byl vychováván ve spartánských podmínkách. Chlapci spali na vojenských kavalcích, vstávali v šest hodin a myli se ve studené vodě. Na snídani jim podávali kaši s černým chlebem, k obědu skopové kotlety a rostbíf s hráškem a zapečenými bramborami. K dispozici měli obývací pokoj, jídelnu, hernu a ložnici, zařízené tím nejprostším nábytkem. Přepychová zde byla pouze ikona, zdobená drahokamy a perlami. Rodina žila převážně v zámku v Gatčině.

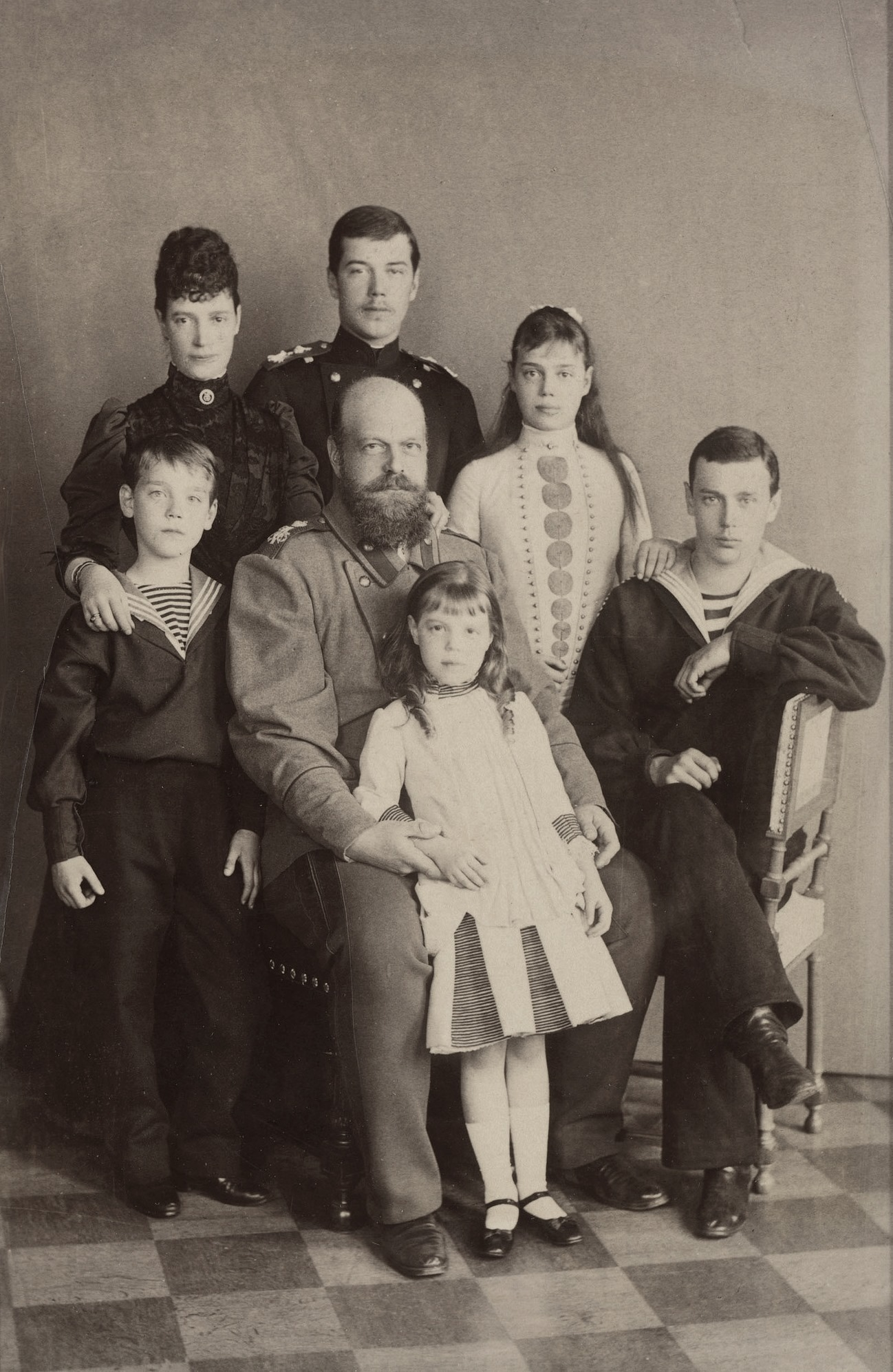
Rodina cara Alexandra III.

## Výchova
Bratři (Mikuláš a Georgij; nejmladší Michail byl o devět a sedm let mladší než oni) měli stejné vychovatele, třebaže se učili v různých místnostech. Mezi jejich učiteli byli ti nejváženější profesoři. Oba bratři suverénně ovládali angličtinu, běžně mluvili francouzsky a německy, slušně se domluvili dánsky (rodná řeč jejich matky). S oblibou se věnovali střelbě a rybolovu. Georgij byl předurčen ke službě u námořnictva, dokud neonemocněl tuberkulózou.
Podle rozhodnutí rodičů se v roce 1890 Georgij spolu se starším bratrem vypravili na zahraniční cestu, která měla být zakončena v Japonsku. Marie Fjodorovna doufala, že slunce a mořský vzduch synovi prospějí. Přesto zhruba v polovině cesty, v indické Bombaji, měl Georgij záchvat a musel se vrátit zpět; Mikuláš pokračoval v cestě bez bratra.

## Následník cesarevič
V roce 1894 zemřel nečekaně car Alexandr III. a Mikuláš se stal imperátorem. Poněvadž dosud neměl děti, následníkem cesarevičem se stal v pořadí další syn, tedy Georgij.
Zdravotní stav Georgije však byl špatný. Žil v Abastumani na Malém Kavkaze. Lékaři mu nedovolili jet do Petrohradu dokonce ani na otcův pohřeb (třebaže u jeho smrti v Livadiji byl přítomen). Jedinou Georgijovou radostí byly matčiny návštěvy. V roce 1895 spolu jeli k příbuzným do Dánska (Marie Fjodorovna byla dánská princezna, dcera dánského krále Kristiána IX.). Tam měl Georgij další záchvat; dlouhou dobu byl připoután na lůžko, dokud se nezačal cítit lépe a nevrátil se do Abastumani.

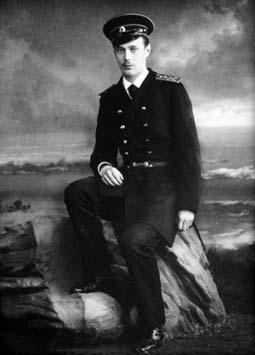

## Smrt a pohřeb
28. června roku 1899, ve věku 28 let, zemřel náhle na chrlení krve "na velocipedu s benzinovým motorem" při návratu z výletu zpět do Abastumanu. Zpráva o jeho smrti byla těžkou ranou pro celou carskou rodinu a především pro jeho matku, carevnu Marii Fjodorovnu.
Jeho pohřeb se konal podle složitého protokolu. Tělo bylo převezeno nejdříve do Boržomu na trojce – voze taženém třemi koňmi, pokračovalo dál vlakem po železnici do Batumi a dál na eskadrovém křižníku Georgij Pobědonosec (Георгий Победоносец - Jiří Vítězonosný) do Novorossijska, odtud opět vlakem do Petrohradu, kam rakev s jeho tělem přibyla bylo 12. července a byla vystavena v Petropavlovském kostele. Pohřební obřad sloužil 14. července petrohradský metropolita Antonij za účasti cara i carevny, 15. července byl Georgij pohřben vedle sarkofágu svého otce.

## Památka
Mikuláš stále vzpomínal na Georgije a obzvlášť na jeho smysl pro humor. Zapisoval si různé žerty svého bratra na útržky papíru a sbíral je do "krabičky kuriozit". I po letech ji car nejednou použil, aby pobavil své blízké.
V roce 1910 nejmladší bratr Michail Alexandrovič, který se stal po Georgijově smrti následníkem trůnu, dal na jeho památku svému synovi jméno Georgij (Jiří). Ani ten nežil dlouho – zemřel při autohavárii v roce 1931.

## Vývod z předků
|                      |                                                               |  |                                                          |                                        |  |  |  |  |  |  |  | Pavel I. Ruský |
|                      |                                                               |  |                                                          |                                        |  |  |  |  |  |  |  |                |
|                      | Mikuláš I. Pavlovič                                           |  |                                                          |                                        |  |  |  |  |  |  |  |                |
|                      |                                                               |  |                                                          |                                        |  |  |  |  |  |  |  |                |
|                      |                                                               |  |                                                          | Žofie Dorota Württemberská             |  |  |  |  |  |  |  |                |
|                      |                                                               |  |                                                          |                                        |  |  |  |  |  |  |  |                |
|                      | Alexandr II. Nikolajevič                                      |  |                                                          |                                        |  |  |  |  |  |  |  |                |
|                      |                                                               |  |                                                          |                                        |  |  |  |  |  |  |  |                |
|                      |                                                               |  |                                                          | Fridrich Vilém III.                    |  |  |  |  |  |  |  |                |
|                      |                                                               |  |                                                          |                                        |  |  |  |  |  |  |  |                |
|                      | Šarlota Pruská                                                |  |                                                          |                                        |  |  |  |  |  |  |  |                |
|                      |                                                               |  |                                                          |                                        |  |  |  |  |  |  |  |                |
|                      |                                                               |  |                                                          | Luisa Meklenbursko-Střelická           |  |  |  |  |  |  |  |                |
|                      |                                                               |  |                                                          |                                        |  |  |  |  |  |  |  |                |
|                      | Alexandr III. Alexandrovič                                    |  |                                                          |                                        |  |  |  |  |  |  |  |                |
|                      |                                                               |  |                                                          |                                        |  |  |  |  |  |  |  |                |
|                      |                                                               |  |                                                          | Ludvík I. Hesenský                     |  |  |  |  |  |  |  |                |
|                      |                                                               |  |                                                          |                                        |  |  |  |  |  |  |  |                |
|                      | Ludvík II. Hesenský                                           |  |                                                          |                                        |  |  |  |  |  |  |  |                |
|                      |                                                               |  |                                                          |                                        |  |  |  |  |  |  |  |                |
|                      |                                                               |  |                                                          | Luisa Hesensko-Darmstadtská            |  |  |  |  |  |  |  |                |
|                      |                                                               |  |                                                          |                                        |  |  |  |  |  |  |  |                |
|                      | Marie Alexandrovna                                            |  |                                                          |                                        |  |  |  |  |  |  |  |                |
|                      |                                                               |  |                                                          |                                        |  |  |  |  |  |  |  |                |
|                      |                                                               |  |                                                          | Karel Ludvík Bádenský                  |  |  |  |  |  |  |  |                |
|                      |                                                               |  |                                                          |                                        |  |  |  |  |  |  |  |                |
|                      | Vilemína Luisa Bádenská                                       |  |                                                          |                                        |  |  |  |  |  |  |  |                |
|                      |                                                               |  |                                                          |                                        |  |  |  |  |  |  |  |                |
|                      |                                                               |  |                                                          | Amálie Hesensko-Darmstadtská           |  |  |  |  |  |  |  |                |
|                      |                                                               |  |                                                          |                                        |  |  |  |  |  |  |  |                |
| Georgij Alexandrovič |                                                               |  |                                                          |                                        |  |  |  |  |  |  |  |                |
|                      |                                                               |  |                                                          |                                        |  |  |  |  |  |  |  |                |
|                      |                                                               |  | Fridrich Karel Ludvík Schleswig-Holstein-Sonderburg-Beck |                                        |  |  |  |  |  |  |  |                |
|                      |                                                               |  |                                                          |                                        |  |  |  |  |  |  |  |                |
|                      | Fridrich Vilém Šlesvicko-Holštýnsko-Sonderbursko-Glücksburský |  |                                                          |                                        |  |  |  |  |  |  |  |                |
|                      |                                                               |  |                                                          |                                        |  |  |  |  |  |  |  |                |
|                      |                                                               |  |                                                          | Frederika Schliebenská                 |  |  |  |  |  |  |  |                |
|                      |                                                               |  |                                                          |                                        |  |  |  |  |  |  |  |                |
|                      | Kristián IX.                                                  |  |                                                          |                                        |  |  |  |  |  |  |  |                |
|                      |                                                               |  |                                                          |                                        |  |  |  |  |  |  |  |                |
|                      |                                                               |  |                                                          | Karel Hesensko-Kasselský               |  |  |  |  |  |  |  |                |
|                      |                                                               |  |                                                          |                                        |  |  |  |  |  |  |  |                |
|                      | Luisa Karolina Hesensko-Kasselská                             |  |                                                          |                                        |  |  |  |  |  |  |  |                |
|                      |                                                               |  |                                                          |                                        |  |  |  |  |  |  |  |                |
|                      |                                                               |  |                                                          | Luisa Dánská a Norská                  |  |  |  |  |  |  |  |                |
|                      |                                                               |  |                                                          |                                        |  |  |  |  |  |  |  |                |
|                      | Marie Sofie Dánská                                            |  |                                                          |                                        |  |  |  |  |  |  |  |                |
|                      |                                                               |  |                                                          |                                        |  |  |  |  |  |  |  |                |
|                      |                                                               |  |                                                          | Fridrich Hesensko-Kasselský            |  |  |  |  |  |  |  |                |
|                      |                                                               |  |                                                          |                                        |  |  |  |  |  |  |  |                |
|                      | Vilém Hesensko-Kasselský                                      |  |                                                          |                                        |  |  |  |  |  |  |  |                |
|                      |                                                               |  |                                                          |                                        |  |  |  |  |  |  |  |                |
|                      |                                                               |  |                                                          | Karolina Nasavsko-Usingenská           |  |  |  |  |  |  |  |                |
|                      |                                                               |  |                                                          |                                        |  |  |  |  |  |  |  |                |
|                      | Luisa Hesensko-Kasselská                                      |  |                                                          |                                        |  |  |  |  |  |  |  |                |
|                      |                                                               |  |                                                          |                                        |  |  |  |  |  |  |  |                |
|                      |                                                               |  |                                                          | Frederik Dánský                        |  |  |  |  |  |  |  |                |
|                      |                                                               |  |                                                          |                                        |  |  |  |  |  |  |  |                |
|                      | Luisa Šarlota Dánská                                          |  |                                                          |                                        |  |  |  |  |  |  |  |                |
|                      |                                                               |  |                                                          |                                        |  |  |  |  |  |  |  |                |
|                      |                                                               |  |                                                          | Žofie Frederika Meklenbursko-Zvěřínská |  |  |  |  |  |  |  |                |
|                      |                                                               |  |                                                          |                                        |  |  |  |  |  |  |  |                |